# Ghalia Sebti
Ghalia Sebti (sinh ngày 19 tháng 7 năm 1968) là một vận động viên trượt tuyết trên núi cao Maroc. Cô đã tham gia hai nội dung tại Thế vận hội mùa đông năm 1992.